# Саара Аалто
Саара Софія Аалто (фін. Saara Sofia Aalto; нар. 2 травня 1987, Оулунсало, Фінляндія) — фінська співачка, представниця Фінляндії у 2018 році на пісенному конкурсі Євробачення .

## Творча кар'єра
У 2016 році вийшла у фінал телешоу Великої Британії «Х-фактор», посівши друге місце, виконуючи хіт 1980-х «Everybody wants to rule the world» гурту Tears for Fears.
В юності, у 2006 році, вона посіла друге місце у національному конкурсі «Talent Suomi», а також у конкурсі «Голос країни» у 2012 році.
Брала участь у національних відборах на Євробачення у 2011 та 2016 році, коли була нагороджена почесним званням «Людина року Фінляндії». Випустила 5 альбомів власних синглів.
Представляла Фінляндію у 2018 році на пісенному конкурсі Євробачення-2018 в Лісабоні у Португалії. Пройшла кваліфікацію до фіналу та фінішувала на 25-му місці. Пізніше того ж року стала суддею X-Factor Suomi.

## Особисте життя
Саара Аалто є відкритою лесбійкою. За даними преси перебуває у стосунках з Мері Сопанен..